# Championnat de Syrie de football 1987-1988
Navigation
Saison 1984-1985 Saison 1988-1989
La saison 1987-1988 du Championnat de Syrie de football est la dix-septième édition du championnat de première division en Syrie. Les douze meilleurs clubs du pays sont regroupés au sein d'une poule unique où ils s'affrontent deux fois au cours de la saison, à domicile et à l'extérieur. En fin de saison, deux clubs sont relégués et remplacés par les deux meilleurs clubs de deuxième division.
C'est le club de Jableh SC, tenant du titre, qui remporte à nouveau le championnat cette saison, après avoir terminé en tête du classement final, avec trois points d'avance sur Al Ittihad Alep et huit sur Al Futuwa Deir ez-Zor. C'est le deuxième titre de champion de Syrie de l'histoire du club.

## Les clubs participants
| - Al Futuwa Deir ez-Zor - Al-Karamah SC - Al Ittihad Alep - Jableh SC - Al Wathba Homs - Al Shorta Damas | - Tishreen SC - Al Wahda Damas - Al Jihad Damas - Al Majd Damas - Hurriya SC - Hutteen SC |

## Compétition

### Classement
Le barème utilisé pour établir le classement est le suivant :
- Victoire : 3 points
- Match nul : 1 point
- Défaite : 0 point

| Rang | Équipe                 | Pts | J  | G  | N  | P  | Bp | Bc | Diff |
| ---- | ---------------------- | --- | -- | -- | -- | -- | -- | -- | ---- |
| 1    | Jableh SCT             | 45  | 22 | 13 | 6  | 3  | 24 | 11 | +13  |
| 2    | Al Ittihad Alep        | 42  | 22 | 13 | 3  | 6  | 33 | 13 | +20  |
| 3    | Al Futuwa Deir ez-ZorC | 37  | 22 | 10 | 7  | 5  | 23 | 14 | +9   |
| 4    | Hurriya SC             | 31  | 22 | 8  | 7  | 7  | 20 | 19 | +1   |
| 5    | Al Wathba Homs         | 31  | 22 | 8  | 7  | 7  | 21 | 22 | -1   |
| 6    | Al Wahda Damas         | 30  | 22 | 9  | 3  | 10 | 29 | 33 | -4   |
| 7    | Al-Karamah SC          | 29  | 22 | 8  | 5  | 9  | 27 | 21 | +6   |
| 8    | Tishreen SC            | 29  | 22 | 6  | 11 | 5  | 16 | 16 | 0    |
| 9    | Al Majd Damas          | 25  | 22 | 6  | 7  | 9  | 17 | 22 | -5   |
| 10   | Al Shorta Damas        | 23  | 22 | 4  | 11 | 7  | 15 | 20 | -5   |
| 11   | Hutteen SC             | 19  | 22 | 5  | 4  | 13 | 17 | 27 | -10  |
| 12   | Al Jihad Damas         | 17  | 22 | 4  | 5  | 13 | 12 | 35 | -23  |

|  | Champion de Syrie 1987-1988                                      |
|  | Qualification pour la Coupe d'Asie des clubs champions 1988-1989 |
|  | T : Tenant du titre C : Vainqueur de la Coupe de Syrie           |

- Pour une raison indéterminée, c'est Al Wahda Damas et non Hutteen SC qui est relégué en fin de saison.

## Bilan de la saison
| Championnat de Syrie de football 1987-1988                        |                       |
| Champion                                                          | Jableh SC (2e titre)  |
| Coupes et trophées                                                |                       |
| Vainqueur de la Coupe de Syrie 1987-1988                          | Al Futuwa Deir ez-Zor |
| Qualifications continentales                                      |                       |
| Coupe d'Asie des clubs champions 1988-1989                        | Al Futuwa Deir ez-Zor |
| Promotions et relégations                                         |                       |
| Promus en Syrian League                                           | Al Jazira Damas       |
| Promus en Syrian League                                           | Al Taliya Hama        |
| Relégués en Championnat de Syrie de football de deuxième division | Al Wahda Damas        |
| Relégués en Championnat de Syrie de football de deuxième division | Al Jihad Damas        |